# Lords of Knowledge
Lords of Knowledge è un gioco di ruolo da tavolo italiano scritto da Mauro Spalletti liberamente scaricabile da Internet.
Nato nel 1996 ed in rete dal 1997, è uno dei primi giochi di ruolo amatoriali in italiano apparsi in rete, ed il più longevo.

## Ambientazione
Il gioco è ambientato in un mondo dove fantasy e tecnologia si fondono in un ibrido che lascia ai giocatori e soprattutto al master la possibilità di ricreare un'ampia gamma di situazioni, dalla ricerca di un antico monile magico al combattimento a bordo di giganti meccanici.
In un contesto medioevale viene rinvenuta una cittadella inumata dal tempo contenente tutto il sapere di un'antica civiltà. L'evento viene battezzato La Rivelazione di Dolgas, e da quel momento la storia cambia il suo corso. L'Imperatore istituisce la Corporazione delle Scienze, un organo con lo scopo di analizzare gli archivi della cittadella. In breve tempo, forti delle conoscenze acquisite, i vertici della Corporazione impongono con la forza il loro volere all'Imperatore, che di fatto diventa un loro fantoccio.
I Custodi dei Rituali, che rappresentano il principale organismo religioso del mondo conosciuto, decidono di intervenire per arginare il potere della Corporazione. Penetrano nella cittadella e trafugano gran parte degli archivi. Quindi, per evitare che i divari tecnologici possano causare lo sfruttamento delle nazioni meno progredite, diffondono copie degli archivi in tutte le nazioni.
In breve il dominio della Corporazione crolla, e l'Imperatore viene liberato. Ma le azioni dei Custodi non hanno le conseguenze sperate: invece di entrare in un periodo di pace e di uguaglianza, chiunque disponga di una copia degli archivi della cittadella si impegna in una corsa agli armamenti sempre più devastanti per imporsi sul vicino, gettando il mondo sull'orlo del caos.

### Magia
Fino alla Rivelazione di Dolgas le uniche forme di magia conosciute erano le Invocazioni praticate dagli Sciamani e i Rituali Naga dei Custodi dei Rituali, questi ultimi appartenenti alla classe religiosa.
Lo studio dei reperti rinvenuti sotto Dolgas riportano in vita la Psicoscienza, ossia lo studio delle interazioni tra mente e materia. In pratica una disciplina che permette lo sviluppo delle facoltà paranormali, mal vista sia dagli Sciamani che dai Custodi.

## Sistema di gioco
Le meccaniche di gioco intendono essere allo stesso tempo semplici e realistiche, anche se l'applicazione delle regole opzionali può appesantire il sistema.
A partire dalla seconda edizione, al posto delle consuete classi, è usato il concetto di archetipi, che forniscono un'impostazione iniziale del personaggio senza però vincolarlo nella sua evoluzione.
Il regolamento della terza edizione è una semplificazione dei precedenti. Molti valori tabellari sono stati rimossi o semplificati, e mentre nelle precedenti edizioni si usava un dado percentuale per effettuare i test, nella terza tutti i valori sono stati adattati al dado da 20 facce.
La risoluzione delle azioni avviene sommando il risultato di un dado da 20 facce al valore della caratteristica e dell'abilità utilizzate. Il risultato ottenuto deve superare un valore di difficoltà dipendente dal tipo di azione intrapresa o, se si tratta di un testa a testa, il risultato ottenuto dall'opponente.

## Storia editoriale
La prima edizione del gioco viene distribuita via web da febbraio 1997 sulla rubrica "Il Vaso di Pandora" del "Labirinto Maledetto", l'allora sito ufficiale del Club TreEmme, dove viene erroneamente chiamato "Lords of Creation". Dopo circa un mese viene inaugurato il primo sito web dedicato al gioco. Il materiale era disponibile sotto forma di pacchetti zip contenenti documenti scritti in Windows Write.
La seconda edizione è stata presentata in anteprima alla ModCon del 2000. In questa edizione sparisce il concetto di classe a favore dell'archetipo. L'ambientazione viene approfondita e collocata cronologicamente più vicino alla Rivelazione di Dolgas, riducendo di conseguenza il livello tecnologico. La diffusione delle armi da fuoco è quasi assente per ragioni etiche e politiche.
La terza edizione è stata annunciata ufficialmente il 26 marzo 2013 dopo un lungo periodo di revisione. Introduce un regolamento completamente rinnovato ed esteso. Il manuale, disponibile in PDF, contiene le illustrazioni concesse a titolo gratuito da alcuni artisti attivi su DeviantArt e CGHub. Questa edizione, realizzata con OpenOffice e GIMP, è distribuita sotto licenza Creative Commons Attribuzione - Non commerciale - Condividi allo stesso modo (CC BY-NC-SA) 3.0.